# Justin Butler
Justin Butler (* 23. März 2001 in Augsburg) ist ein deutschamerikanischer Fußballspieler. Der Stürmer steht bei Energie Cottbus unter Vertrag. 

## Karriere
Butler wurde in Deutschland geboren, ist jedoch US-amerikanischer Herkunft und daher Doppelstaatsbürger. Bis zur C-Jugend war er für Jugendmannschaften des FC Augsburg aktiv, bevor er an den FC Bayern Campus wechselte. Bereits als 16-Jähriger absolvierte Butler zwei Partien für die Münchner U19 in der UEFA Youth League und erreichte in seiner letzten B-Jugend-Saison, die man als deutscher Vizemeister beendete, acht Scorerpunkte in 21 Saisonspielen. Acht Spiele hatte der Stürmer jedoch aufgrund eines Muskelfaserrisses verpasst. Mit 17 Jahren wog er bei einer Körpergröße von 185 cm bereits 82 Kilo und wurde fest in die A-Jugend des Vereins integriert. Butler kam jedoch weder in der Bundesliga noch in der Youth League oder im Juniorenpokal zu Torerfolgen, lief allerdings im Oktober 2018 kurz für die Regionalligamannschaft auf.
Im Sommer 2019 verließ der Deutschamerikaner München und schloss sich der A-Jugend des Drittligisten FC Ingolstadt 04 an. Bis zum Saisonabbruch aufgrund der COVID-19-Pandemie gelangen ihm sechs Treffer in 17 Pflichtspielen, nach Abrechnung durch die Quotientenregel wurde er mit Ingolstadt Tabellenachter. Nachdem er bereits im Oktober 2019 einmal für die Bayernligamannschaft aufgelaufen war sowie einmal für die Profis im Totopokal gespielt hatte, nominierte ihn Cheftrainer Tomas Oral am 35. Spieltag in den Kader. Butler wurde schließlich mit seinem A-Jugend-Mannschaftskollegen und Landsmann Jalen Hawkins in der Schlussphase eingewechselt.
Anfang Januar 2022 wechselte Butler bis zum Ende der Saison 2021/22 auf Leihbasis zum Drittligisten SV Waldhof Mannheim. Zur Saison 2022/23 kehrte er wieder zu Ingolstadt zurück.
Im Sommer 2023 wechselte er zum Drittligisten Borussia Dortmund II. Anfang Januar 2025 erfolgte ein Wechsel innerhalb der 3. Liga zum SV Sandhausen. Im Juli 2025 wechselte Butler zu Energie Cottbus.

## Privates
Er ist der Bruder des Basketballspielers Brian Butler.